# Mercato ittico all'ingrosso di Wuhan

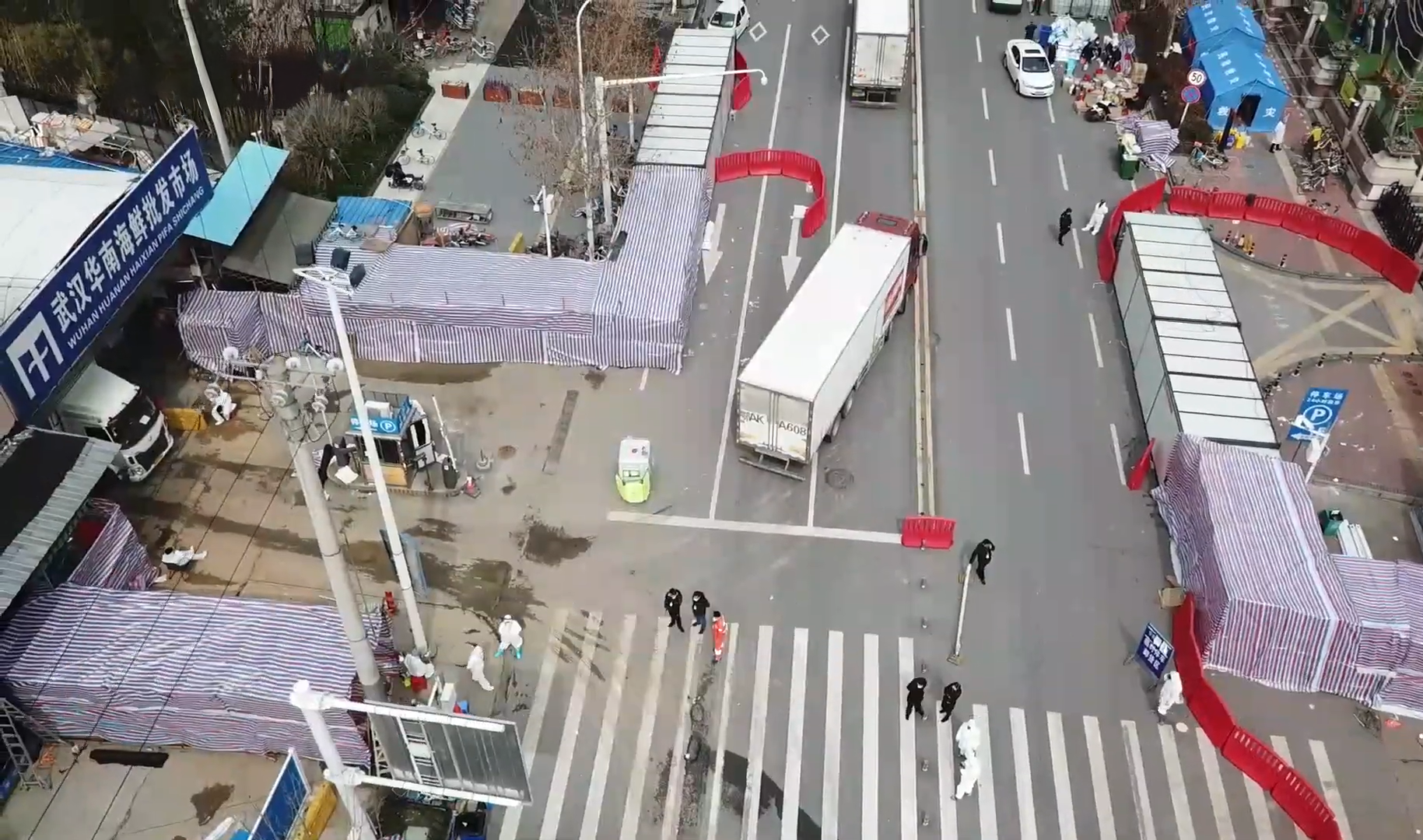
Il mercato presidiato da polizia e personale sanitario (marzo 2020)

Il mercato ittico all'ingrosso di Wuhan (cinese semplificato : 武汉华南海鲜批发市场; pinyin : Wǔhàn huánán hǎixiān pīfā shìchǎng) o semplicemente mercato all'ingrosso di Wuhan («Huanan» significa Cina del sud) era un mercato umido e mercato ittico nella città cinese di Wuhan, nella provincia orientale di Hubei.

## Descrizione
Si trovava nel distretto urbano di Jianghan, all'incrocio di Hankou e piazza Xinhua, vicino alla stazione ferroviaria di Hankou. Era il più grande mercato all'ingrosso di pesce nella regione della Cina centro-meridionale. L'area di costruzione totale del mercato era di 50.000 metri quadrati, con un investimento di quasi 50 milioni di yuan e aveva più di 1.000 bancarelle operative.
È noto a livello internazionale per essere il possibile luogo di origine del primo focolaio di COVID-19, che ha causato la pandemia di coronavirus. Il 1º gennaio 2020 è stato chiuso dopo che le autorità sanitarie cinesi hanno riferito che un gruppo di persone, che avevano in comune il loro rapporto con il mercato, aveva contratto la nuova malattia nel dicembre 2019.

## Incidente e storia critica prima della chiusura

### Bassa qualità a causa del monopolio
A metà luglio 2007, alcuni operatori hanno riferito che la Shrimp Association del mercato all'ingrosso di frutti di mare della Cina meridionale aveva il monopolio. Si dice che l'associazione dell'industria dei gamberetti stabilisca che ogni famiglia riferisca la quantità richiesta alla Shrimp Association ogni giorno e l'associazione organizza la fornitura e garantisce la qualità. Le famiglie devono acquistare i prodotti lo stesso giorno e pagare il conto il giorno successivo. E hanno costretto i commercianti ad aderire alla Shrimp Association. Di conseguenza, la qualità dei gamberetti è peggiorata, i prezzi sono aumentati e il normale funzionamento di alcuni hotel locali è stato compromesso. Da allora, vari dipartimenti hanno ricevuto denunce da parte dei cittadini. La filiale industriale e commerciale di Wuhan Jianghan ha partecipato all'indagine.
Alla fine del 2009, alcuni cittadini hanno riferito che la carne di maiale acquistata dal mercato del pesce della Cina meridionale al macello di Tongkou Changsheng non poteva essere venduta al mercato del pesce della Cina meridionale. La gente è uscita per protestare, minacciando anche con coltelli e bastoni. Il giornalista ha intervistato l'ufficio di gestione del Gruppo leader per la macellazione di bestiame a Wuhan. Il responsabile dell'ufficio ha espresso riferendosi al problema "questo è davvero un monopolio".

### Sicurezza e fauna selvatica
Il 5 agosto 2009 è scoppiato un incendio nel mercato e molti negozi che vendevano prodotti secchi hanno subito gravi perdite. L'incendio è stato causato da una disattenta operazione di saldatura elettrica eseguita da uno dei commercianti durante i lavori di ristrutturazione. Il 29 novembre dello stesso anno un negozio prese fuoco e il personale del posto dovette fuggire saltando dalle vetrine. Una delle donne in fuga ha riportato una frattura vertebrale alla colonna lombare.
Il 30 luglio 2013, i media hanno riferito che ogni giorno migliaia di gamberetti morti venivano serviti alle bancarelle di cibo in alcuni ristoranti all'interno del mercato.
L'11 settembre 2017, durante il campionamento e il monitoraggio dei prodotti acquatici freschi nel collegamento operativo organizzato dalla Amministrazione statale per gli alimenti e i farmaci, sono stati rilevati 66 lotti di campioni non qualificati per il consumo umano, tra cui due pesci di una specie protetta nel mercato all'ingrosso di pesce della Cina meridionale.

Il 27 giugno 2019, la sezione dei reclami del Quotidiano del Popolo ha mostrato messaggi di cittadini che si lamentavano del fatto che il mercato all'ingrosso di pesce della Cina meridionale di Wuhan era sporco e disordinato, ma non hanno avuto risposta. La mattina del 25 settembre 2019, i vari dipartimenti di Wuhan hanno lanciato congiuntamente un'ispezione speciale del mercato del business della fauna selvatica. Le forze dell'ordine hanno esaminato i documenti di approvazione e le licenze commerciali per le licenze commerciali della fauna selvatica di quasi otto commercianti uno per uno. È severamente vietato gestire animali selvatici non autorizzati. Il responsabile del mercato del pesce della Cina meridionale ha dichiarato:
Aumenteremo l'ispezione dei certificati di acquisto dei commercianti e, una volta scoperte le operazioni commerciali illegali, informeranno le forze dell'ordine il prima possibile e sganceranno il mercato.

### Focolai di malattie
Il 7 aprile 2013, colpiti dall'epidemia di Influenza A virus subtype H7N9, ai leader di mercato è stato chiesto di comprimere il commercio e la spedizione dei prodotti alimentari il prima possibile, ma il mercato non ha ascoltato le richieste.

## Focolaio di COVID-19
Il 31 dicembre 2019 la Commissione sanitaria municipale di Wuhan ha segnalato l'esistenza di 27 pazienti con polmonite causata da una malattia sconosciuta nella città di Wuhan. Questo gruppo di pazienti aveva iniziato a sviluppare i primi sintomi l'8 dicembre e aveva in comune la loro relazione con il mercato all'ingrosso di frutti di mare della Cina meridionale di Wuhan. Il mercato è stato chiuso il 1º gennaio 2020 per sanificazione e disinfezione ambientale.
Il 1º gennaio si è constatato che il livello di servizi igienico-sanitari nel luogo era spaventoso, poiché carcasse e resti di animali erano abbondanti ovunque.
Il 7 gennaio le autorità sanitarie cinesi hanno annunciato di aver individuato la causa dell'epidemia in un nuovo virus della famiglia Coronaviridae chiamato SARS-CoV-2. Sulla base dei risultati delle indagini svolte dalle autorità cinesi, l'Organizzazione mondiale della sanità (OMS) ha dichiarato in un rapporto del 12 gennaio che "Esistono prove abbastanza conclusive che l'epidemia abbia avuto origine da reperti in un mercato di carne e pesce nella città di Wuhan".